# Doma Ótdyja Kubán
Doma Ótdyja Kubán (del ruso: До́ма О́тдыха «Куба́нь») es un posiólok del raión de Tuapsé del krai de Krasnodar, en el sur de Rusia. Está situado en las estribaciones meridionales del extremo oeste del Cáucaso Occidental, en la orilla nororiental del mar Negro, 17 km al noroeste de Tuapsé y 94 km al sur de Krasnodar, la capital del krai. Tenía 103 habitantes en 2010.
Pertenece al municipio Novomijáilovskoye.

## Historia
La casa de reposo Kubán fue registrada como localidad del krai de Krasnodar el 15 de noviembre de 1977. El 1 de enero de 1987 contaba con 136 habitantes. Según Goskomstat el 1 de enero de 1999 tenía 63 habitantes.

## Transporte
Por la localidad pasa la carretera federal M27.